# النعمان بن مقرن المزني
النعمان بن مقرن المزني صحابي جليل من صحابة رسول الله، أمير قبيلة مزينة التي تسكن قريباً من المدينة المنورة. سكن البصرة، ثم تحوّل إلى الكوفة.

## اسمه ونسبه
هو: النعمان بن عمرو بن مقرن بن عائذ بن ميجا بن هجير بن نصر بن حبشية بن كعب بن عبد بن ثور بن هذمة بن لاطم بن عثمان بن  مزينة بن إد بن طابخة بن إلياس بن مضر بن نزار بن معد بن عدنان. أبو عمرو، المزني، قال ابن مسعود إن للإيمان بيوتاً وإن بيت آل مقرّن من بيوت الإيمان.
وقال ابن حجر العسقلاني في كتابه تهذيب التهذيب "وهنا شئ ينبغي التنبيه عليه وهو قول المؤلف في أول الترجمة ويقال النعمان بن عمرو ابن مقرن فليعلم الناظر ان جماعة من الأئمة فرقوا بين النعمان بين مقرن فأثبتوا له الصحبة ووصفوه بما تقدم من الفتوح وبين النعمان بن عمرو بن مقرن فحكموا على حديثه بالارسال منهم ابن أبي حاتم وأبو القاسم البغوي وأبو أحمد العسكري وغيرهم ولكن العسكري زعم أن الذي روى مرسلا هو عمرو بن النعمان بن مقرن فقلبه وجعله ولدا للنعمان وهو ظن متجه لكن الصواب خلافه وكل من ذكرنا ممن ذكر النعمان بن عمرو بن مقرن قال إنه هو الذي روى عنه أبو خالد الوالبي وقال المؤلف روى عنه أبو خالد مرسل وإنما الارسال في حديث النعمان بن عمرو لا في رواية أبي خالد عنه".

### أهله
- سويد بن مقرن المزني، أبو عدي، أخو النعمان بن مقرن، سكنَ الكوفة.[6][7]
- معقل بن مقرن المزني، أبو عمرة، أخو النعمان بن مقرن، له صحبة، سكن الكوفة.[8]
- عقيل بن مقرن المزني، أبو حكيم، ذكره محمد بن عمر الواقدي في الصحابة الذين نزلوا الكوفة فقال النعمان بن مقرن المزني وأخوه سويد بن مقرن ومعقل بن مقرن المزني وسنان بن مقرن المزني وعقيل بن مقرن أبو حكيم.[9]
- عبد الله بن معقل بن مقرّن المزني، أبو الوليد الكوفي، كوفي تابعي ثقة، من خيار التابعين.[10]
- معاوية بن سويد بن مقرن المزني، أبو سويد الكوفيُّ، ابنُ أخي النعمان بن المقرن، روى أحاديث عن البراء بن عازب وروى عن أبيه سويد بن مقرن، ذكره ابن حبان في الثقات.[11]

## إسلامه
قال لقومه مرة يا قوم واللّهِ ما عَلِمْنا عن محمدٍ إِلاَّ خيراً، ولا سَمِعْنَـا من دَعْوَتِهِ إِلاَّ مَرْحَمَةً وِإحْساناً وعَدْلاً، فما بالُنا نُبْطِئُ عنه، والناسُ إليه يُسْرِعون؟! ثم أتبعَ يقول: أما أنا فقد عَزَمْتُ على أن أغدُوَ عليه إِذا أصْبَحْتُ، فمَنْ شاءَ منكم أنْ يكونَ مَعي فَلْيَتَجَهَّزْ. قدم على النبي ﷺ مع قومه ومعه الهدايا معلناً إسلامهم جميعاً ففرحت المدينة أشد الفرح بهذا الخبر إِذ لم يسبِق لِبيت مِن بيوت العرب أن أسلم منه أحد عَشَرَ أخاً من أبٍ واحد ومعهم أربع مائة فارس.
وقال النبي ﷺ فيهم: «إن للإيمان بيوتا وللنفاق بيوتا، وان بيـت بني مقرن من بيوت الايمان».
ونزل فيهم قوله تعالى: ﴿وَمِنَ الْأَعْرَابِ مَنْ يُؤْمِنُ بِاللَّهِ وَالْيَوْمِ الْآخِرِ وَيَتَّخِذُ مَا يُنْفِقُ قُرُبَاتٍ عِنْدَ اللَّهِ وَصَلَوَاتِ الرَّسُولِ أَلَا إِنَّهَا قُرْبَةٌ لَهُمْ سَيُدْخِلُهُمُ اللَّهُ فِي رَحْمَتِهِ إِنَّ اللَّهَ غَفُورٌ رَحِيمٌ ۝٩٩﴾ [التوبة:99].

## مناقبه
- أول مشاهده الأحزاب
- شهد بيعة الرضوان
- نزل الكوفة
- شارك في حروب الردة زمن أبي بكر
- شارك في معركة القادسية، وكان من ضمن رسل سعد بن أبي وقاص إلى يزدجرد.
- ولي كَسكر لعمر بن الخطاب ثم صرفه وبعثه على المسلمين يوم وقعة نهاوند، فكان يومئذ أول شهيد، وكانت في سنة إحدى وعشرين.

## توليته لمعركة نهاوند
قال عمر بن الخطاب "والله لئن شخصت من البلدة لتنتقضن على الأرض من أطرافها وأكنافها ولئن نظرت إلى الأعاجم لا يفارقن العرصة وليمدنهم من لم يمدهم وليقولن هذا أصل العرب فإذا اقتطعتموه اقتطعتم أصل العرب فأشيروا على برجل أوله ذلك الثغر غدا قالوا أنت أفضل رأيا وأحسن مقدرة قال أشيروا علي به واجعلوه عراقيا قالوا يا أمير المؤمنين أنت أعلم بأهل العراق وجندك قد وفدوا عليك ورأيتهم وكلمتهم فقال أما والله لأولين أمرهم رجلا ليكونن لأول الأسنة إذا لقيها غدا فقيل من يا أمير المؤمنين فقال النعمان بن مقرن المزني فقالوا هو لها والنعمان يومئذ بالبصرة معه قواد من قواد أهل الكوفة أمدهم بهم عمر عند انتقاض الهرمزان فافتتحوا رامهرمز وإيذج وأعانوهم على تستر وجندي سابور والسوس فكتب إليه عمر مع زر بن كليب والمقترب الأسود بن ربيعة بالخبر وإني قد وليتك حربهم فسر من وجهك ذلك حتى تأتي ماه فإني قد كتبت إلى أهل الكوفة أن يوافوك بها فإذا اجتمع لك جنودك فسر إلى الفيرزان ومن تجمع إليه من الأعاجم من أهل فارس وغيرهم واستنصروا الله وأكثروا من قول لا حول ولا قوة إلا بالله".

## استشهاده
ورد أن عمر شاور الهرمزان في أصبهان وفارس وأذربيجان فقال: أصبهان الرأس، وفارس وأذربيجان الجناحان، فإذا قطعت جناحا فاء الرأس وجناح وإن قطعت الرأس، وقع الجناحان.
فقال عمر للنعمان بن مقرن: إني مستعملك. فقال: أما جابياً فلا، وأما غازياً فنعم. قال: فإنك غاز. فسرحه، وبعث إلى أهل الكوفة ليمدوه وفيهم حذيفة، والزبير، والمغيرة، والأشعث، وعمرو بن معديكرب. فذكر الحديث بطوله. وهو في «مستدرك الحاكم» وفيه: فقال: اللهم ارزق النعمان الشهادة بنصر المسلمين، وافتح عليهم. فأمنوا، وهز لواءه ثلاثا. ثم حمل، فكان أول صريع -.
ووقع ذو الحاجبين من بغلته الشهباء، فانشق بطنه، وفتح الله، ثم أتيت النعمان وبه رمق، فأتيته بماء، فصببت على وجهه أغسل التراب، فقال: من ذا؟ قلت: معقل. قال: ما فعل الناس؟ قلت: فتح الله. فقال: الحمد لله. اكتبوا إلى عمر بذلك، وفاضت نفسه -.
وعن علي بن زيد، عن أبي عثمان قال: أتيت عمر بنعي النعمان بن مقرن، فوضع يده على وجهه يبكي.

## وصلات خارجية
- المكتبة الإسلامية
- النعمان بن مقرن